# Qabala (rayon)

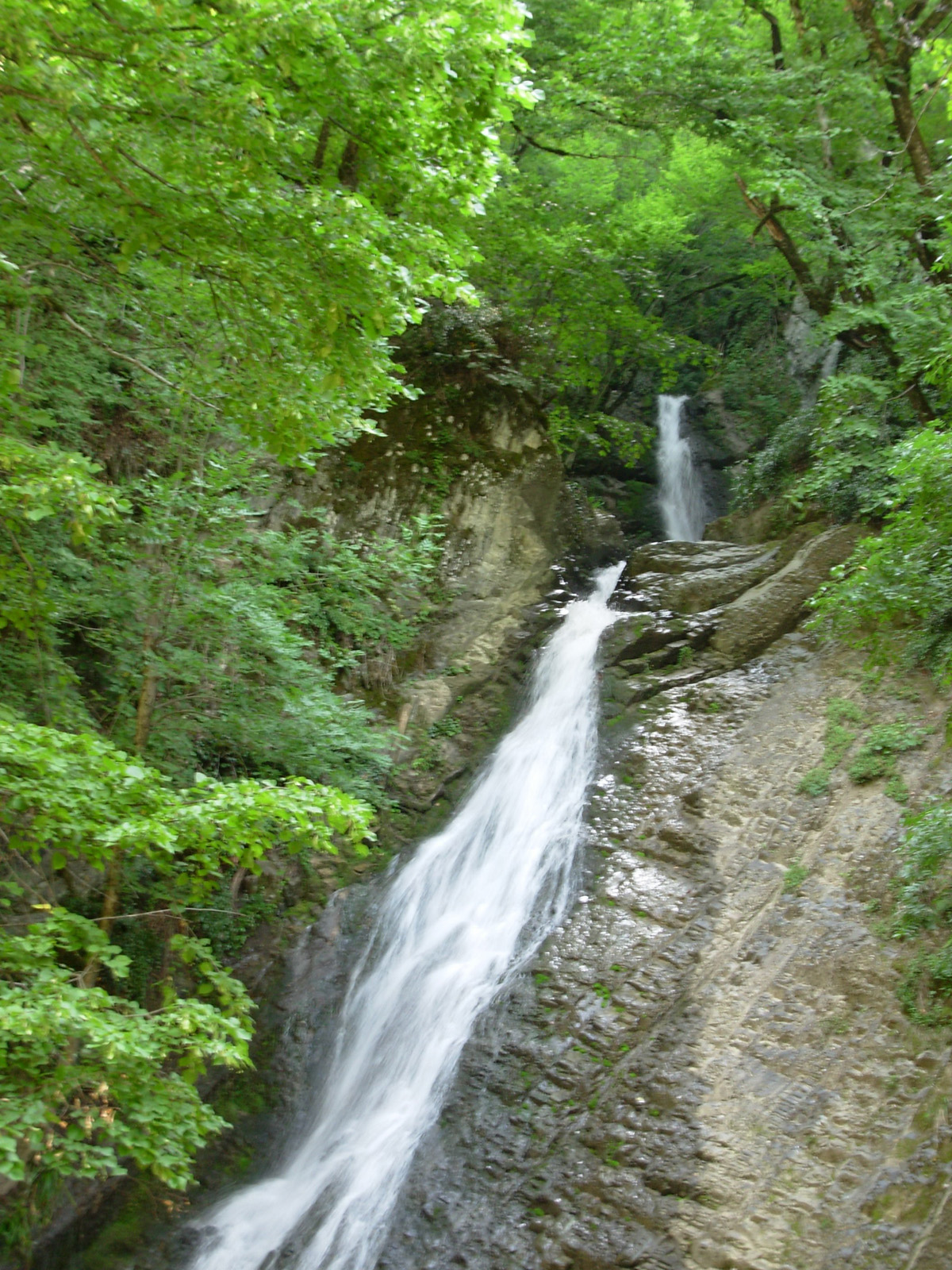
Uma cascada no raion de Gabala

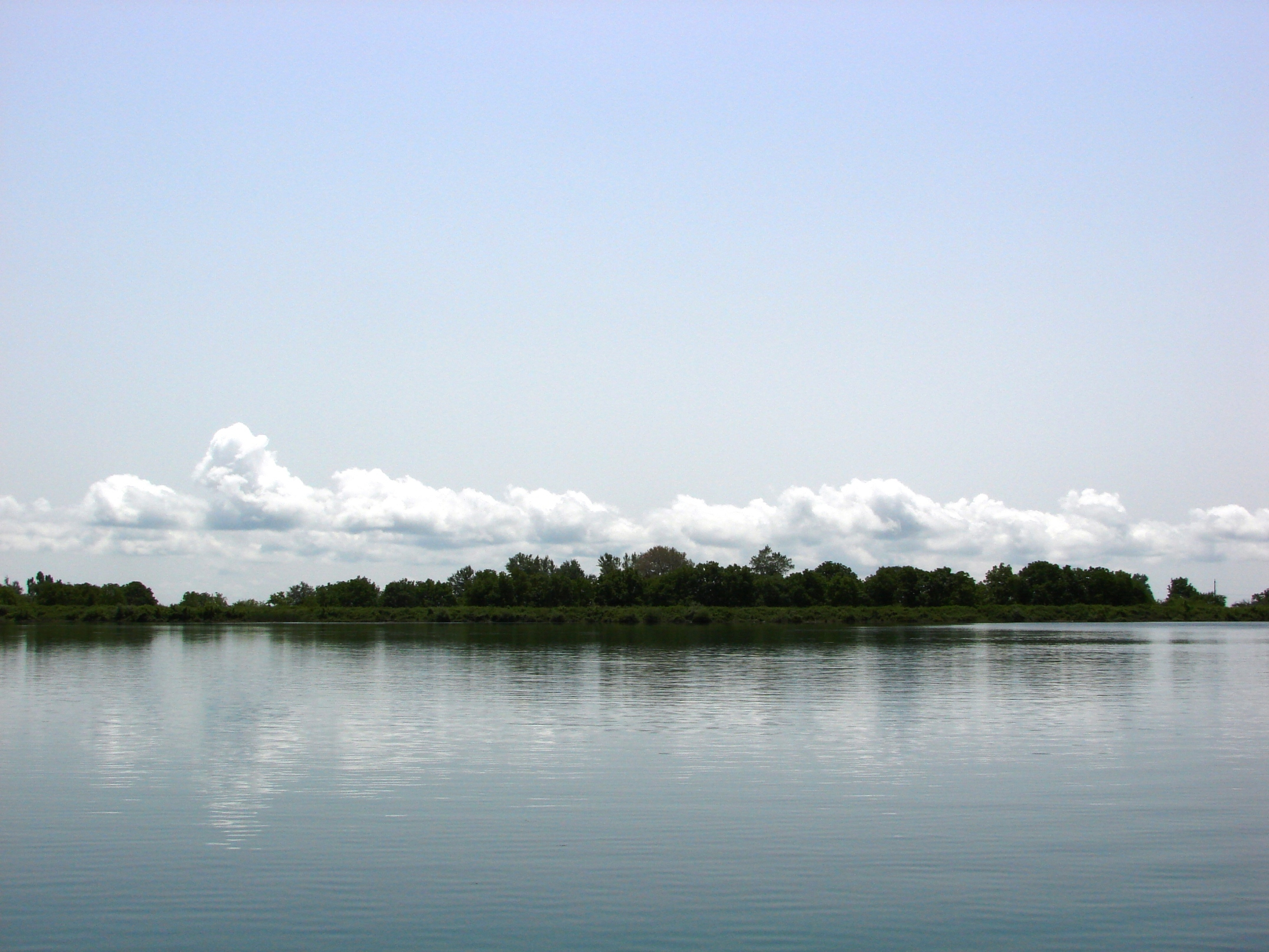
Um lago no raion de Qabala.

Qabala (em azeri: Qəbələ) é um dos cinqüenta e nove raions em que se subdivide politicamente a República do Azerbaijão. Seu centro administrativo é a cidade histórica de Gabala, conhecida tradicionalmente como a capital do Reino da Albânia.
Tem uma superfície de 1.548 quilômetros quadrados, com uma população composta por cerca de 85.600 pessoas; sua densidade populacional chega a 55,3 habitantes por cada quilômetro quadrado.
No raion se encontra o Radar de Qabala, da era soviética (1985), um sistema de radares de detecção avançada alugado pela Rússia até 2012 por 7,5 milhões de dólares.

## Economia
A região é dominada pela agricultura. Existem também criações de gado ovino e de bichos da seda. Produzem-se cereais, tabaco, vinho, nozes e maçãs. Também existem indústrias de elaboração de alimentos.